# Abraxas lilacifasciata
Abraxas lilacifasciata là một loài bướm đêm trong họ Geometridae.